# Tachys virgo
Tachys virgo är en skalbaggsart som beskrevs av Leconte 1851. Tachys virgo ingår i släktet Tachys och familjen jordlöpare. Inga underarter finns listade i Catalogue of Life.